# Zambia op de Olympische Zomerspelen 2024
Zambia nam deel aan de Olympische Zomerspelen 2024 in Parijs, Frankrijk.

## Medailleoverzicht
| Medaille | Naam             | Sport    | Onderdeel | Datum           |
| -------- | ---------------- | -------- | --------- | --------------- |
| Brons    | Muzala Samukonga | Atletiek | 400 m (m) | 7 augustus 2024 |

## Aantal deelnemers
Hieronder volgt een overzicht van de atleten die deelnamen aan de Olympische Zomerspelen van 2024.
| Sport    | Mannen | Vrouwen | Totaal |
| -------- | ------ | ------- | ------ |
| Atletiek | 4      | 0       | 4      |
| Boksen   | 1      | 1       | 2      |
| Judo     | 1      | 0       | 1      |
| Voetbal  | 0      | 18      | 18     |
| Zwemmen  | 1      | 1       | 2      |
| Totaal   | 7      | 20      | 27     |

## Deelnemers en resultaten

### Atletiek

#### Loopnummers
Mannen
| atleet                                                                 | onderdeel | series  | series | herkansingen | herkansingen | halve finale | halve finale | finale   | finale |
| atleet                                                                 | onderdeel | tijd    | rang   | tijd         | rang         | tijd         | rang         | tijd     | rang   |
| ---------------------------------------------------------------------- | --------- | ------- | ------ | ------------ | ------------ | ------------ | ------------ | -------- | ------ |
| Muzala Samukonga                                                       | 400 m     | 44,56   | 1 Q    | bye          | bye          | 43,81        | 2 Q          | 43,74 NR | Brons  |
| Kennedy Luchembe Chanda Mulenga Patrick Kakozi Nyambe Muzala Samukonga | 4x400 m   | 3.00,08 | 5 q    | n.v.t.       | n.v.t.       | n.v.t.       | n.v.t.       | 3.02,76  | 8      |

### Boksen
Mannen
| atleet            | onderdeel    | eerste ronde         | tweede ronde         | kwartfinale            | halve finale         | finale               | rang           |
| atleet            | onderdeel    | tegenstander uitslag | tegenstander uitslag | tegenstander uitslag   | tegenstander uitslag | tegenstander uitslag | rang           |
| ----------------- | ------------ | -------------------- | -------------------- | ---------------------- | -------------------- | -------------------- | -------------- |
| Patrick Chinyemba | vlieggewicht | bye                  | Panghal W 4 - 1      | Varela de Pina V 0 - 5 | niet geplaatst       | niet geplaatst       | niet geplaatst |

Vrouwen
| atleet        | onderdeel    | eerste ronde         | tweede ronde         | kwartfinale          | halve finale         | finale               | rang           |
| atleet        | onderdeel    | tegenstander uitslag | tegenstander uitslag | tegenstander uitslag | tegenstander uitslag | tegenstander uitslag | rang           |
| ------------- | ------------ | -------------------- | -------------------- | -------------------- | -------------------- | -------------------- | -------------- |
| Margret Tembo | vlieggewicht | Kaivo-oja V 0 - 5    | niet geplaatst       | niet geplaatst       | niet geplaatst       | niet geplaatst       | niet geplaatst |

### Judo
Mannen
| atleet     | onderdeel | eerste ronde         | tweede ronde         | kwartfinale          | halve finale         | herkansing           | finale / BM          | finale / BM    |
| atleet     | onderdeel | tegenstander uitslag | tegenstander uitslag | tegenstander uitslag | tegenstander uitslag | tegenstander uitslag | tegenstander uitslag | rang           |
| ---------- | --------- | -------------------- | -------------------- | -------------------- | -------------------- | -------------------- | -------------------- | -------------- |
| Simon Zulu | −60 kg    | Kim W-j V 00 - 10    | niet geplaatst       | niet geplaatst       | niet geplaatst       | niet geplaatst       | niet geplaatst       | niet geplaatst |

### Voetbal

#### Vrouwen
| Atleten | Discipline | Resultaat  | Prestatie |
| --- | ---------- | ---------- | --------- |
| Barbra Banda Diana Banda Grace Chanda Hellen Chanda Rhoda Chileshe Prisca Chilufya Avell Chitundu Racheal Kundananji Ochumba Lubandji Esther Muchinga Kabange Mupopo Ngambo Musole Catherine Musonda Lushomo Mweemba Racheal Nachula Esther Siamfuko Martha Tembo Mary Wilombe Misozi Zulu Pauline Zulu | vrouwen    | groepsfase | zie onder |

| Groep |                  |             |             |             |             |            |            |            |        |
| #     | Land             | Wedstrijden | Wedstrijden | Wedstrijden | Wedstrijden | Doelpunten | Doelpunten | Doelpunten | Punten |
| #     | Land             | G           | W           | G           | V           | V          | T          | Saldo      | Punten |
| 1     | Verenigde Staten | 3           | 3           | 0           | 0           | 9          | 2          | +7         | 9      |
| 2     | Duitsland        | 3           | 2           | 0           | 1           | 8          | 5          | +3         | 6      |
| 3     | Australië        | 3           | 1           | 0           | 2           | 7          | 10         | -3         | 3      |
| 4     | Zambia           | 3           | 0           | 0           | 3           | 6          | 13         | -7         | 0      |

| groepsfase   |                |                  |                |                |                |                |                |
| 25 juli 2024 | 21:00          | Verenigde Staten | 3 - 0          | Zambia         |                |                |                |
| 28 juli 2024 | 19:00          | Australië        | 6 - 5          | Zambia         |                |                |                |
| 31 juli 2024 | 19:00          | Zambia           | 1 - 4          | Duitsland      |                |                |                |
|              |                |                  |                |                |                |                |                |
| kwartfinale  | niet geplaatst | niet geplaatst   | niet geplaatst | niet geplaatst | niet geplaatst | niet geplaatst | niet geplaatst |
|              |                |                  |                |                |                |                |                |
| halve finale | niet geplaatst | niet geplaatst   | niet geplaatst | niet geplaatst | niet geplaatst | niet geplaatst | niet geplaatst |
|              |                |                  |                |                |                |                |                |
| finale       | niet geplaatst | niet geplaatst   | niet geplaatst | niet geplaatst | niet geplaatst | niet geplaatst | niet geplaatst |

### Zwemmen
Mannen
| atleet          | onderdeel       | series | series | halve finale   | halve finale   | finale         | finale         |
| atleet          | onderdeel       | tijd   | rang   | tijd           | rang           | tijd           | rang           |
| --------------- | --------------- | ------ | ------ | -------------- | -------------- | -------------- | -------------- |
| Damien Shamambo | 50 m vrije slag | 24,09  | 48     | niet geplaatst | niet geplaatst | niet geplaatst | niet geplaatst |

Vrouwen
| atleet    | onderdeel       | series | series | halve finale   | halve finale   | finale         | finale         |
| atleet    | onderdeel       | tijd   | rang   | tijd           | rang           | tijd           | rang           |
| --------- | --------------- | ------ | ------ | -------------- | -------------- | -------------- | -------------- |
| Mia Phiri | 50 m vrije slag | 26,49  | 32     | niet geplaatst | niet geplaatst | niet geplaatst | niet geplaatst |